# Oromo (popor)
Oromoanii (în oromoană: Oromoo) sunt un grup etnic și națiune cușitică originară din Etiopia, care vorbesc limba oromoană. Sunt cel mai mare grup etnic din Etiopia și reprezintă 45,5% din populația țării. Cuvântul Oromo a apărut în literatura europeană pentru prima dată în 1893 și a devenit comun în a doua jumătate a secolului XX..